# Spodoptera trajiciens
Spodoptera trajiciens là một loài bướm đêm trong họ Noctuidae.